# Équipe d'Équateur de Coupe Davis
L'équipe d'Équateur de Coupe Davis représente l'Équateur à la Coupe Davis. Elle est placée sous l'égide de la Fédération équatorienne de tennis.

## Historique
L'équipe d'Équateur est créée en 1961 et comprend alors deux joueurs Miguel Olvera et Eduardo Zuleta, sous la direction de Blas Uscocovich. Ils sont rejoints par Pancho Guzmán en 1963. Après trois ans d'absence, le duo Guzmán-Olvera domine en 1967 les États-Unis d'Arthur Ashe et Clark Graebner en finale de la zone américaine. Ils accèdent à la demi-finale inter-zone où ils s'inclinent honorablement face à l'Espagne de Manuel Santana et Juan Gisbert au Real Club de Tenis Barcelona. En 1968, les américains prennent leur revanche en s'imposant nettement à Charlotte.
Avec Ricardo Ycaza puis les arrivées de Raúl Viver et d'Andrés Gómez, l'Équateur change de dimension et parvient à se faire une place dans le Groupe Mondial en 1984 après avoir triomphé du Canada et du Brésil. En 1985, ils accèdent en quart de finale après avoir battu l'Argentine de José Luis Clerc et Martín Jaite à Buenos Aires. Ils reçoivent la Tchécoslovaquie d'Ivan Lendl à Guayaquil mais Gómez se blesse dès le premier match entraînant une élimination rapide de l'équipe. En 1986, Gómez s'illustre en remportant ses deux matchs contre les américains Jimmy Arias (7-5, 4-6, 4-6, 9-7, 6-4) et Aaron Krickstein (3-6, 7-5, 6-1, 6-4) mais le pays s'incline finalement 3 à 2.
L'Équateur est rétrogradé en zone américaine en 1987 puis en deuxième division continentale en 1990 conduisant à un passage vers une nouvelle génération de joueurs dont les principaux représentants sont Pablo Campana et Luis Morejón. Andrés Gómez reprend du service dans l'équipe et accompagne notamment son neveu Nicolás Lapentti qui fait ses débuts en 1993. Le duo, assisté de Morejón dispute à trois reprises les barrages du Groupe Mondial en 1998, 1999 et 2000, année où il bat la Grande-Bretagne grâce au concours du petit frère Giovanni, âgé de seulement 17 ans. En 2001, ils s'inclinent contre l'Australie sur le gazon de Perth malgré le gain du double. Les deux frères forment alors une équipe solide pendant une dizaine d'années marquée par une participation aux barrages du Groupe Mondial en 2003 et 2005, et une qualification en 2009 après une victoire face au Brésil.
Nicolás Lapentti détient le record de victoires en cinq sets de la compétition avec 13 succès. Il compte à son tableau de chasse des victoires sur Sjeng Schalken, Luis Horna, Greg Rusedski, Victor Hănescu ou encore Stefan Koubek.
Depuis les années 2010, l'Équateur est représenté par Emilio Gómez, Roberto Quiroz et Gonzalo Escobar dont le principal fait d'arme est une participation à la phase finale en 2021.

## Joueurs actuels
Les chiffres entre parenthèses indiquent le nombre de matchs joués
- Emilio Gómez (17-15)
- Roberto Quiroz (8-15)
- Gonzalo Escobar (8-7)
- Diego Hidalgo (4-5)

## Anciens joueurs notables
- Miguel Olvera : 21 victoires pour 29 défaites en 19 rencontres entre 1961 et 1978
- Pancho Guzmán : 13 victoires pour 24 défaites en 14 rencontres entre 1963 et 1974
- Ricardo Ycaza : 28 victoires pour 20 défaites en 21 rencontres entre 1973 et 1986
- Raúl Viver : 15 victoires pour 13 défaites en 18 rencontres entre 1978 et 1990
- Andrés Gómez : 51 victoires pour 27 défaites en 37 rencontres entre 1979 et 2000
- Pablo Campana : 18 victoires pour 6 défaites en 14 rencontres entre 1990 et 1997
- Luis Morejón : 19 victoires pour 21 défaites en 23 rencontres entre 1991 et 2002
- Nicolás Lapentti : 61 victoires pour 34 défaites en 38 rencontres entre 1993 et 2010
- Giovanni Lapentti : 19 victoires pour 28 défaites en 26 rencontres entre 1998 et 2016
- Carlos Avellan : 15 victoires pour 12 défaites en 16 rencontres entre 2002 et 2009
- Julio César Campozano : 14 victoires pour 17 défaites en 19 rencontres entre 2006 et 2014

## Historique des capitanats
- Blas Uscocovich (1961-1963)
- Danilo Carrera (1967-1972)
- Miguel Olvera (1973-1981)
- Jose Ante (1982-1985)
- Ricardo Ycaza (1986-1993)
- Raúl Viver (1994-)